# Cabaços (Moimenta da Beira)
Cabaços é uma povoação portuguesa sede da Freguesia de Cabaços do Município de Moimenta da Beira, freguesia com 11,83 km² de área e 220 habitantes (censo de 2021), tendo, por isso, uma densidade populacional de 18,6 hab./km²
Dista 30 km de Lamego, e está a 330 quilómetros de Lisboa. Em 1757 tinha 30 fogos, e em 1874 esse número era de 130. O orago é Santo Adrião. Em 1874 pertencia ao Bispado de Lamego e ao distrito administrativo de Viseu. Situa-se em um alto, de onde se veem as vilas de Fonte Arcada, Leomil, Serzedo e Arcozelo.
O reitor de Sendim e o de Moimenta da Beira, apresentavam aqui alternadamente o cura, que tinha 8000 réis de côngrua e o pé d'altar. Em 1874 era terra muito saudável e fértil em trigo, centeio, vinho e castanha.

## Demografia
A população registada nos censos foi:
| Distribuição da População por Grupos Etários | Distribuição da População por Grupos Etários | Distribuição da População por Grupos Etários | Distribuição da População por Grupos Etários | Distribuição da População por Grupos Etários |
| -------------------------------------------- | -------------------------------------------- | -------------------------------------------- | -------------------------------------------- | -------------------------------------------- |
| Ano                                          | 0-14 Anos                                    | 15-24 Anos                                   | 25-64 Anos                                   | > 65 Anos                                    |
| 2001                                         | 70                                           | 72                                           | 177                                          | 76                                           |
| 2011                                         | 27                                           | 35                                           | 138                                          | 80                                           |
| 2021                                         | 13                                           | 21                                           | 102                                          | 84                                           |

## Património
- Igreja Matriz de Cabaços;
- Capela de Nossa Senhora das Neves.